# Lijst van voetbalinterlands Sao Tomé en Principe - Tsjaad
Deze lijst van voetbalinterlands is een overzicht van alle officiële voetbalwedstrijden tussen de nationale teams van Sao Tomé en Principe en Tsjaad. De landen speelden tot op heden een keer tegen elkaar. Dat was een vriendschappelijke wedstrijd op 10 november 1999, tijdens een vriendschappelijk toernooi in Libreville (Gabon).

## Wedstrijden
| № | Plaats     | Datum            | Competitie        | Wedstrijd                     | Uitslag |
| - | ---------- | ---------------- | ----------------- | ----------------------------- | ------- |
| 1 | Libreville | 10 november 1999 | Vriendschappelijk | Tsjaad – Sao Tomé en Principe | 5 – 0   |

## Samenvatting
| Competitie        | Totaal gespeeld | Winst Sao Tomé en Principe | Gelijk | Winst Tsjaad | Doelsaldo Sao Tomé en Principe – Tsjaad |
| ----------------- | --------------- | -------------------------- | ------ | ------------ | --------------------------------------- |
| Vriendschappelijk | 1               | 0                          | 0      | 1            | 0 − 5                                   |
| Totaal            | 1               | 0                          | 0      | 1            | 0 − 5                                   |

FSF · 
Santomees vrouwenelftal
Interlands
Tegenstander:
Angola ·
Benin ·
Centraal-Afrikaanse Republiek ·
Congo-Brazzaville ·
Equatoriaal-Guinea ·
Ethiopië ·
Gabon ·
Ghana ·
Guinee-Bissau ·
Kaapverdië ·
Kameroen ·
Lesotho ·
Liberia ·
Libië ·
Madagaskar ·
Malawi ·
Marokko ·
Mauritius ·
Namibië ·
Nigeria ·
Oeganda ·
Sierra Leone ·
Soedan ·
Togo ·
Tsjaad ·
Tunesië ·
Zuid-Afrika ·
Zuid-Soedan
FTF · Tsjadisch vrouwenelftal
Interlands
Tegenstander:
Algerije ·
Angola ·
Bahrein ·
Benin ·
Botswana ·
Centraal-Afrikaanse Republiek ·
Comoren ·
Congo-Brazzaville ·
Congo-Kinshasa ·
Egypte ·
Equatoriaal-Guinea ·
Ethiopië ·
Gabon ·
Gambia ·
Ghana ·
Guinee ·
Ivoorkust ·
Jemen ·
Jordanië ·
Kameroen ·
Liberia ·
Libië ·
Madagaskar ·
Malawi ·
Mali ·
Mauritius ·
Namibië ·
Niger ·
Nigeria ·
Oeganda ·
Sao Tomé en Principe ·
Sierra Leone ·
Soedan ·
Tanzania ·
Togo ·
Tunesië ·
Zambia ·
Zuid-Afrika